# Бейлівілл (Пенсільванія)
Бейлівілл (англ. Baileyville) — переписна місцевість (CDP) в США, в окрузі Сентр штату Пенсільванія. Населення — 217 осіб (2020).

## Географія
Бейлівілл розташований за координатами 40°42′43″ пн. ш. 77°59′45″ зх. д. / 40.71194° пн. ш. 77.99583° зх. д. (40.712045, -77.995913).  За даними Бюро перепису населення США в 2010 році переписна місцевість мала площу 3,23 км², з яких 3,22 км² — суходіл та 0,01 км² — водойми.

## Демографія
Згідно з переписом 2010 року, у переписній місцевості мешкала 201 особа в 77 домогосподарствах у складі 61 родини. Густота населення становила 62 особи/км².  Було 83 помешкання (26/км²).
Расовий склад населення:
| - 95,5 % — білих - 1,5 % — корінних американців - 0,5 % — азіатів - 1,5 % — осіб інших рас |

До двох чи більше рас належало 1,0 %. Частка іспаномовних становила 1,5 % від усіх жителів.
За віковим діапазоном населення розподілялося таким чином: 20,4 % — особи молодші 18 років, 63,7 % — особи у віці 18—64 років, 15,9 % — особи у віці 65 років та старші. Медіана віку мешканця становила 44,1 року. На 100 осіб жіночої статі у переписній місцевості припадало 125,8 чоловіків;  на 100 жінок у віці від 18 років та старших — 113,3 чоловіків також старших 18 років.
Середній дохід на одне домашнє господарство  становив 47 531 долар США (медіана — 46 027), а середній дохід на одну сім'ю — 43 385 доларів (медіана — 45 670). За межею бідності перебувало 8,7 % осіб, у тому числі 0,0 % дітей у віці до 18 років та 16,5 % осіб у віці 65 років та старших.
Цивільне працевлаштоване населення становило 184 особи. Основні галузі зайнятості: освіта, охорона здоров'я та соціальна допомога — 33,2 %, будівництво — 31,0 %, науковці, спеціалісти, менеджери — 21,2 %, фінанси, страхування та нерухомість — 14,7 %.